# 川崎真理子
川崎 真理子（かわさき まりこ）は日本のシンガーソングライター。広島県出身。1991年にUNISEX名義でデビューし、1993年に川崎真理子として活動開始。現在は、イギリス人と結婚、イギリスに在住。マリコスミス（mariko smith）という名前で活動を再開。所属レコード会社はダブリューイーエー・ジャパン（ワーナーミュージック・ジャパン）（UNISEX名義）、ワーナーミュージック・ジャパン（川崎真理子名義）、インディーズ・メーカー（マリコスミス名義）。

## ディスコグラフィー

### シングル
UNISEX名義
- シャ・ラ・ラ・ラ・Fellows（1991年4月25日）

川崎真理子名義
- 教えてあげられない（1993年3月25日）
- 知るときがきたから（1993年6月25日）
- 失恋はつかれる（1993年9月25日）
- ガールズファイト（1994年9月25日）
- Driving Lazy Lady（1995年10月25日）
- キスをしなくてよかった”I've been loving you”（1996年1月25日）

マリコスミス名義
- MADE IN U.K（2006年）

### アルバム
UNISEX名義
- Mad Stew（1991年5月25日）
- OOH! PIE（1991年10月25日）

川崎真理子名義
- GIRL'S TALK（1993年10月25日）
- For My Boy（1994年10月25日）
- OK（1996年3月25日）

マリコスミス名義
- london bridge（2004年3月3日）

## 楽曲提供
- 國府田マリ子「冬の空」（アルバム『あいたくて』8曲目収録、作詞・作曲：マリコ・スミス）
- 大沢誉志幸
  - 「トパーズ」（作詞：マリコスミス）
  - 「oh sweetie!」（作詞：マリコスミス）
- 吉田拓郎「Pillow」（アルバム「ハワイアン ラプソディ」収録、作詞：川崎真理子）

## 外部サイト
- mariko smith HP（公式サイト）
- mariko smith official homepage（公式サイト）
- mariko smith - YouTubeチャンネル